# Phare de Portishead Point
Le phare de Portishead Point (ou plus connu sous le nom de Battery Point) est un phare situé à Portishead dans le comté de Somerset en Angleterre.

## Histoire
Le phare de 9 mètres de haut a été construit à Battery Point par l'entreprise Chance Brothers (en) de Smethwick. Il se compose d'une pyramide en métal noir sur une base en béton.
Une cloche de brouillard de deux tonnes, construite par Gillett & Johnston (en) de Croydon, qui était suspendue à la structure a été enlevée en 1998. À la suite d'une campagne publique pour sa restauration, la cloche a été acquise par le conseil municipal de Portishead et est revenue à la ville en 2012. Elle est maintenant installée à Wyndham Way près de la High Street.
Le phare est actuellement entretenu par l'autorité portuaire de Bristol et la lumière a été rénovée en 2012.
Identifiant : ARLHS : ENG-106 - Amirauté : A5484 - NGA : 6144 .

### Lien connexe
- Liste des phares en Angleterre